# Rudgea sessilis
Rudgea sessilis là một loài thực vật có hoa trong họ Thiến thảo. Loài này được (Vell.) Müll.Arg. miêu tả khoa học đầu tiên năm 1881.